# Наталија Никомидијска
Света мученица Наталија Никомидијска је ранохришћанска светитељка и мученица из IV века, супруга Адријана Никомидијског са којим је заједно пострадала за веру хришћанску.

## Биографија
Живела је у почетком IV века у Никомидији древном граду на обали Мраморног мора у Малој Азији. Наталије је одрастала у хришћанској породици. Удала се за богатог и племенитог младића по имену Адријан. Билас је тајно хришћанин, и њен муж - паганин. Адријан, као царски чиновник приносио је жртву у паганском храму грчким и римским боговима. 
У то време римски цар Галерије започео је прогон хришћана. У Никомидији је 23 хришћана одмах ухапшено и изложено најстрашнијим мукама. Адријан је био сведок страдања и дивно се трпљењу хришћана. Под утицајем његових искустава, почео је да са њима разговара о Богу. Током разговора са мученицима, схватио је божанску истину, и исповедио веру у Христа и жељу да за Њега умре. Мучитељи су Адријана оковали у ланце и бацили у тамницу са осталим хришћанима.
Када је чула ово, његова млада супруга, Наталија, која је већ дуго тајно била хришћанка, одмах га је посетила у затвору, и дала му подршку да издржи муке, као и осталим заточеним хришћанима. 
Након што су Адријан и остали хришћани умрли под мукама, Наталија је њихове мошти пренела у Цариград, и тамо их сахранила. После неколико дана јавио јој се Адријан у сну и позвао је да „и она прими Божји венац славе“. Убрзо потом и она је умрла.
Православна црква прославља мученицу Наталију, заједно са њеним супругом Адријаном и 23 мученика 26. августа по јулијанском календару.